# Нидербург (коммуна)
Нидербург (нем. Niederburg) — община в Германии, в земле Рейнланд-Пфальц.
Входит в состав района Рейн-Хунсрюк. Подчиняется управлению Санкт-Гоар-Обервезель. Население составляет 694 человека (на 31 декабря 2010 года). Занимает площадь 6,78 км².